# 養源寺 (鳥取市)
養源寺（ようげんじ）は、鳥取市職人町にある浄土真宗本願寺派の寺院。山号は慶雲山（けいうんざん）。本尊は阿弥陀如来。

## 概要
養源寺は鳥取県庁とJR鳥取駅のほぼ中央にある寺院で、メイン通りである若桜街道から職人町の筋を約80m東に入った場所にある。敷地面積は約500坪で、そこに本堂・客殿・庫裡があり、別棟として門徒会館慶雲庵、納骨施設安穏堂がある。
本堂向かいの道路を隔てたところに、15台駐車可能な駐車場あり。墓地には約100基の家族墓の他に、小さなお墓形式の樹木葬が44基建立。墓地には代表作「第七官界彷徨」で著名な尾崎翠のお墓がある。

## 歴史
寺史によると1500年代に、岐阜の大垣城主池田信輝公に家老として仕えた上田五郎市の末子上田半蔵（慶心大和尚）が開基となる。寺は三州吉田（現在の愛知県豊橋市）の新建にはじまり備前岡山に移り、お国替え後の寛永10（1633）年に岡山より曳移。当初は湯所町に寺所があったが、僻地なるゆえ三世の時職人町に移る。養源寺の称は岡山藩主より賜る。
第8世立信の室は岩井西法寺天州氏の長女なり。この時より女子統による養源寺は山名姓となる。第12世立天は九歳で得度。四書・三経・儒学を修め非凡なり。漢学教授、本山予備校教授、福井別院輪番、鹿児島別院輪番、築地本願寺輪番、本山財務部長、執行、顧問などを歴任。現本堂は安政二年の建立。